# Territorio de Punta Porá
El Territorio de Punta Porá (en portugués: Ponta Porã) fue un territorio federal brasileño creado el 13 de septiembre de 1943, conforme al Decreto-ley N° 5.812, del gobierno del presidente Getúlio Vargas. 
Con la entrada del Brasil en la Segunda Guerra Mundial el gobierno decidió formar seis territorios estratégicos en la frontera del país para administrarlos directamente: Amapá, Río Branco, Guaporé, Punta Porá, Iguazú y el archipiélago de Fernando de Noronha. 
El Decreto-ley N° 5.812, que creó el Territorio Federal de Punta Porá, estableció que el mismo sería formado por el municipio de Punta Porá (donde fue asentada la capital) y otros seis más: Porto Murtinho, Bella Vista, Dourados, Miranda, Nioaque y Maracaju. La capital fue transferida a Maracaju el 31 de mayo de 1944 (Decreto-ley N° 6.550), volviendo a Punta Porá en virtud del decreto de 17 de junio de 1946. Es decir este territorio abarcaba gran parte de los territorios arrebatados por Brasil al Paraguay tras la Guerra de la Triple Alianza.
El territorio fue disuelto el 18 de septiembre de 1946 por la Constitución del Brasil de ese año, y reincorporado al entonces estado de Mato Grosso. Actualmente el área del antiguo territorio de Punta Porá es parte del estado de Mato Grosso del Sur.
Su gobernador durante los tres años de existencia fue el militar brasileño Ramiro Noronha.